# Пелымское сельское поселение
Пелымское сельское поселение — упразднённое муниципальное образование в составе Кочёвского района Пермского края России.
Административный центр — село Пелым.

## История
Образовано в 2005 году. Упразднено в 2019 году в связи с преобразованием муниципального района в единый муниципальный округ.

## Население
| 2010  | 2012  | 2013  | 2014  | 2015  | 2016  | 2017  |
| ----- | ----- | ----- | ----- | ----- | ----- | ----- |
| 1206  | ↘1179 | ↘1139 | ↘1115 | ↘1110 | ↘1097 | ↗1103 |
| 2018  | 2019  |       |       |       |       |       |
| ↘1093 | ↘1068 |       |       |       |       |       |

По данным Всероссийской переписи населения 2010 года в Пелымском сельском поселении проживало 1206 человек.

## Населённые пункты
В состав сельского поселения входили 7 населённых пунктов:
| № | Населённый пункт | Тип     | Население |
| - | ---------------- | ------- | --------- |
| 1 | Гордеево         | деревня | 3         |
| 2 | Зыряново         | деревня | 131       |
| 3 | Кузьмино         | деревня | 144       |
| 4 | Отопково         | деревня | 108       |
| 5 | Пелым            | село    | 720       |
| 6 | Петухово         | деревня | 89        |
| 7 | Тубызово         | деревня | 8         |

### Упразднённые населённые пункты
В 2022 году упразднена деревня Прошино.